# Edward Abramowski
Józef Edward Abramowski (17. srpna 1868 – 21. června 1918) byl polský filozof, anarchista, psycholog, etik a zastánce družstevnictví. Abramowski je považován za otce polského anarchismu.

## Životopis
Abramowski se narodil ve městě Stefanin, které leží na území dnešní Ukrajiny. Poté, co jeho matka v roce 1878 zemřela, se přestěhoval do Varšavy, kde jej jeho učitelka, Maria Konopnicka, uvedla mezi členy politické strany Proletariat.
Ovlivněn Lvem Tolstým, se Abramowski označil jako "socialista odmítající stát" v jeho nejdůležitějším díle Socialismus & Stát. Jeho myšlenky začaly směřovat k anarchosyndikalismu, zdůrazňujícímu důležitost pracovních družstev.
Abramowski je považován za zakladatele polského družstevního hnutí, podporující ekonomické asociace a iniciativy. Založil největší spotřební družstvo v zemi "Spolem" (Spolu) a spoluzaložil Polskou socialistickou stranu.
Mimo politicko-sociální teoretizování se také intenzivně zabýval výzkumem na poli experimentální psychologie. V roce 1916 získal místo na Varšavské univerzitě, kde pracoval až do své smrti.

## Dílo
- Zagadnienia socjalizmu, Lvov 1899 (pod pseudonymem: Z.R. Walczewski)
- Etyka a rewolucja, 1899
- Socjalizm a państwo. Przyczynek do krytyki współczesnego socjalizmu, Lvov 1904
- Zmowa powszechna przeciw rządowi, Krakov 1905
- Idee społeczne kooperatyzmu 1907
- Le subconscient normal 1914
- Pisma, t. I-IV, Varšava 1924–1928
- Filozofia społeczna. Wybór pism, Varšava 1968
- Metafizyka doświadczalna i inne pisma, Varšava 1980